# Municipio de Lodi (Minnesota)
El municipio de Lodi (en inglés: Lodi Township) es un municipio ubicado en el condado de Mower en el estado estadounidense de Minnesota. En el año 2010 tenía una población de 270 habitantes y una densidad poblacional de 2,92 personas por km².

## Geografía
El municipio de Lodi se encuentra ubicado en las coordenadas 43°32′36″N 92°37′44″O / 43.54333, -92.62889. Según la Oficina del Censo de los Estados Unidos, el municipio tiene una superficie total de 92.37 km², de la cual 92,37 km² corresponden a tierra firme y (0 %) 0 km² es agua.

## Demografía
Según el censo de 2010, había 270 personas residiendo en el municipio de Lodi. La densidad de población era de 2,92 hab./km². De los 270 habitantes, el municipio de Lodi estaba compuesto por el 99,26 % blancos y el 0,74 % eran de una mezcla de razas. Del total de la población el 0 % eran hispanos o latinos de cualquier raza.